# Corea in fiamme
Corea in fiamme (The Steel Helmet) è un film del 1951 diretto da Samuel Fuller.
È un film di guerra statunitense sulla guerra di Corea con Gene Evans, Robert Hutton e Steve Brodie.

## Trama
Corea del Sud, 1950: il sergente Zack, unico superstite del suo reparto sterminato dalle truppe nord-coreane, viene soccorso da un ragazzo sud-coreano che viene battezzato Palla Corta (Short Round in originale). I due si incamminano alla ricerca delle truppe americane e si imbattono dapprima nell'infermiere di colore Thompson e poi in una pattuglia guidata dal tenente Driscoll, che deve raggiungere un tempio buddista per installarvi un osservatorio. Tra i due c'è subito ostilità: Zack è un duro veterano della prima divisione di fanteria che ha combattuto durante la seconda guerra mondiale, venendo ferito durante lo sbarco in Normandia; Driscoll è un ufficiale di fresca nomina che non ha mai partecipato ad un combattimento.
Nel tragitto verso il tempio, si scontrano con dei cecchini e uno dei soldati resta ucciso da una trappola esplosiva collegata ad un cadavere. Arrivati al tempio catturano un maggiore nord-coreano che ha ucciso un altro militare del gruppo; Zack si appresta a a raggiungere le linee americane col prigioniero e Palla Corta. Poco prima della partenza, il ragazzo viene ucciso da un cecchino nemico e quando il maggiore nord-coreano deride una preghiera che Palla Corta aveva scritto per Zack, il sergente spara all'ufficiale e nemico che muore poco dopo, nonostante i tentativi di Thompson di medicarlo.
I nord-coreani attaccano in massa il tempio da cui Driscoll ha iniziato a dirigere il fuoco dell'artiglieria contro le posizioni nemiche. Lo scontro è violento ed il nemico viene respinto ma non senza perdite: Driscoll è fra le vittime, egli muore sparando con una mitragliatrice contro i nord-coreani che avanzano. Alla fine Zack, lievemente ferito, Thompson e altri due soldati, si ricongiungono con le forze statunitensi sopraggiunte; prima di andarsene Zack rende omaggio a Driscoll caduto valorosamente.

## Produzione
Il film fu diretto, sceneggiato e prodotto da Samuel Fuller per la Deputy Corporation e girato dal 17 ottobre a fine ottobre 1950. Alcune scene furono girate al Griffith Park, nei dintorni di Los Angeles.

## Distribuzione
Il film fu distribuito con il titolo The Steel Helmet negli Stati Uniti dal 2 febbraio 1951 (première a Los Angeles il 10 gennaio) al cinema dalla Lippert Pictures.
Altre distribuzioni:
- in Svezia il 21 marzo 1951 (Stålhjälmen)
- in Giappone il 24 agosto 1951
- in Danimarca il 27 dicembre 1951 (Korea-patrulje)
- nelle Filippine il 29 aprile 1952
- in Francia il 30 aprile 1952 (J'ai vécu l'enfer de Corée)
- in Finlandia il 6 giugno 1952 (Teräskypärä)
- in Germania Ovest il 13 marzo 1953 (Die Hölle von Korea)
- in Grecia il 31 ottobre 2010 (To sidiroun kranos, Panorama of European Cinema)
- in Brasile (Capacete de Aço)
- in Spagna (Casco de acero)
- in Ungheria (Acélsisak)
- in Italia (Corea in fiamme)
- nei Paesi Bassi (38ste breedtegraad)

## Critica
Secondo il Morandini il film è caratterizzato da un "umorismo macabro" che esorcizza in qualche modo gli orrori della guerra grazie alla mano del regista. L'accusa che lancia con la sua opera, ossia l'assurdità della guerra, si rivelerebbe chiaramente all'inizio dei titoli di coda quando, al posto dell'usuale scritta The End, appare There is No End to This Story.
Secondo Leonard Maltin il film è un "solido melodramma" con una visione della guerra inaspettatamente moderna.

## Promozione
Le tagline sono:
- It's the REAL Korean Story!
- Hits Hard at Your Heart!